# Нотр-Дам в огне
«Нотр-Дам в огне» или «Нотр-Дам горит» (фр. Notre-Dame brûle) — художественный фильм 2022 года французского режиссёра Жан-Жака Анно с Самуэлем Лабартом, Жан-Полем Бордом, Микаэлем Чириняном, Джереми Лаэртом и Максимилианом Северином в главных ролях. Картина рассказывает о пожаре в соборе Парижской Богоматери (15 апреля 2019), она была удостоена премии «Сезар» за визуальные эффекты.

## Сюжет
Действие фильма происходит в Париже 15 апреля 2019 года. Центральное событие — пожар в соборе Парижской Богоматери: герои борются с огнём и спасают реликвии, в числе которых терновый венец Иисуса Христа. Около 5 % экранного времени фильма составляют документальные кадры. На экране появляется в том числе и президент Франции Эммануэль Макрон, отправляющий пожарных в самое опасное место.

## В ролях
- Самуэль Лабарт — генерал Жан-Мари Гонтье
- Жан-Поль Борд — генерал Галле
- Микаэль Чиринян — Лоран Прадес
- Джереми Лаэрт — старший прапорщик Жоэль
- Максимилиан Северин — сержант Рейнальд
- Дмитрий Стороже — капитан Фрэнсис
- Ксавьер Мали — монсеньор Чарли
- Хлоя Жуанне — старший капрал Марианн
- Пьер Лоттен — лейтенант Александр
- Жюль Садуги — сержант Джордан
- Василий Шнайдер — капрал Сандро
- Ава Бая — сапер Мари-Ева
- Натан Граффи — сапер Виктор
- Себастьян Лаланн — капитан Маркус
- Бернар Габай — полковник Роланд
- Умар Диоло — Мумет
- Антонитасан Джесутасан — Джонас
- Элоди Наварра — мать Хлои
- Хлоя Шевалье — Хлои
- Тони Ле Бак — полицейский

## Создание и оценки
Фильм снял режиссёр Жан-Жак Анно, известный своими картинами «Борьба за огонь», «Семь лет в Тибете» и др. Изначально это должна была быть документальная хроника, но позже под влиянием интервью с участниками событий Анно изменил свой замысел. Сценарий он написал сам совместно с Тома Бидегеном. В картину вошёл ряд документальных сцен. Съёмки проходили в Сен-Дени, где на автомобильной парковке были выстроены копии отдельных частей собора; их по-настоящему сжигали, так как Анно стремился к максимальной реалистичности. Отдельные сцены снимались в Буржском и Амьенском соборах. Бюджет картины составил 30 миллионов евро.
16 марта 2022 года картина вышла во французский театральный прокат. По мнению самого режиссёра, она «получилась очень простой с точки зрения драматургии, но в то же время очень технологичной и эффектной». «Нотр-Дам в огне» получил премию «Сезар» в номинации «Лучшие визуальные эффекты», на сайте-агрегаторе отзывов Rotten Tomatoes его рейтинг составил 88 % при средней оценке 6,6 из 10.